# Ben Acton
Benjamin Maxwell „Ben” Acton, II (ur. 2 grudnia 1927 w Footscray, zm. 10 lipca 2020 w stanie Queensland) – australijski hokeista, uczestnik Zimowych Igrzysk Olimpijskich 1960.

## Życiorys
Był reprezentantem Australii zarówno w hokeju na lodzie, jak i w hokeju na trawie. W 1960 został wybrany do reprezentacji kraju w hokeju na lodzie na zimowe igrzyska olimpijskie w Squaw Valley. Podczas turnieju rozegrał pięć spotkań (nie zdobył bramki). Był kapitanem drużyny Australii na tych igrzyskach.
Występował w reprezentacji Australii w hokeju na trawie a latach 1948–1951 i 1953–1956.